# Kely Fraga
Kely Kolasco Fraga (Belo Horizonte, 3 de outubro de 1974) é uma ex-jogadora de voleibol brasileira. Atualmente, técnica de voleibol que objetiva a formação de atletas, fundadora do Top Vôlei, uma escola de volei em Curitiba.
Atleta desde 1984, iniciou sua carreira no Olympico Club em Belo Horizonte aos 9 anos. Aos 12 anos já defendia o Minas Tênis Clube, por onde jogou durante 14 anos. Defendeu a cidade de Campos por 1 ano e finalizou carreira na Espanha. Formadora de atletas desde 2011. Como atleta, seu principal título foi a conquista da medalha de bronze pela Seleção Brasileira na Olimpíada de Sydney 2000.
Da mesma forma que a maioria das esportistas, Kely percorreu as etapas das seleções de base antes de chegar à equipe principal. Ela se formou no Minas Tênis, o clube que representou por mais de uma década. A meio-de-rede se destacou notavelmente durante a temporada 1999/2000 da Superliga Feminina, o que a levou a ser convocada para participar dos Jogos Olímpicos de Sydney em 2000. Contudo, após sofrer uma lesão no ombro em 2003, tomou a decisão de encerrar sua carreira esportiva.
Kely deu início à sua carreira como treinadora na cidade de Resende, no estado do Rio de Janeiro, onde estabeleceu e introduziu uma equipe feminina para competir no Campeonato Estadual Carioca. Após um ano e meio de dedicação, ela conseguiu o quinto lugar na competição, superando clubes tradicionais como o Vasco e o Tijuca Tênis Clube. Posteriormente, Kely e sua família se mudaram para Curitiba, onde ela se tornou treinadora do Colégio Militar de Curitiba (CMC).

## Clubes
| Clube                  | País    | De   | Até  |
| ---------------------- | ------- | ---- | ---- |
| L'Acqua di Fiori/Minas | Brasil  | 1992 | 1996 |
| MRV-Suggar/Minas       | Brasil  | 1996 | 1998 |
| MRV/Minas              | Brasil  | 1998 | 2001 |
| Automóvel Clube/Campos | Brasil  | 2001 | 2002 |
| OPDEnergy Benidorm     | Espanha | 2002 | 2003 |
| Curitiba Vôlei         | Brasil  | 2021 | 2021 |